# 潘家園駅
座標: 北緯39度52分39秒 東経116度26分46秒 / 北緯39.877419度 東経116.446024度
潘家園駅（はんかえんえき）は、北京市朝陽区に位置する北京地下鉄10号線の駅である。

## 駅構造

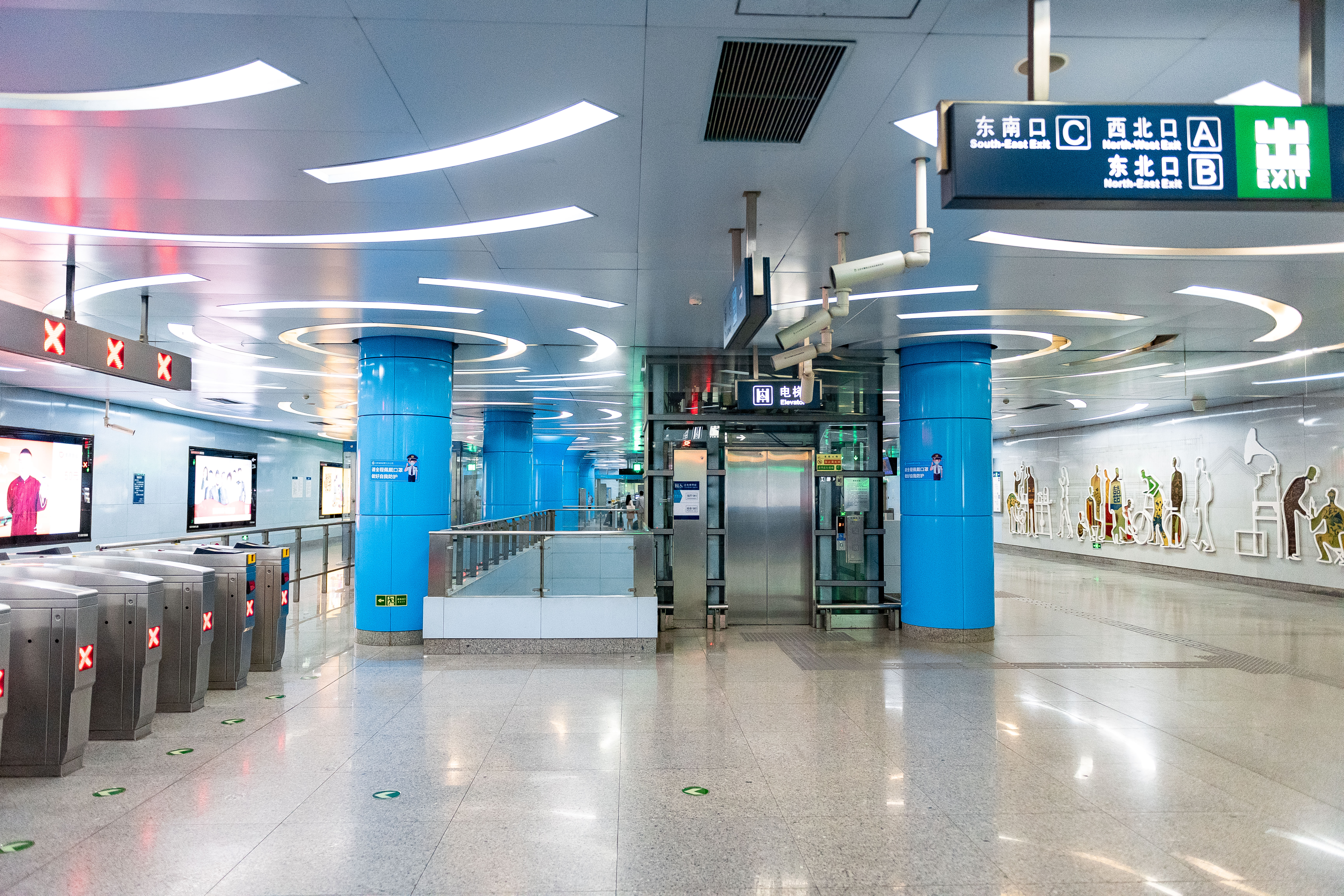
改札口

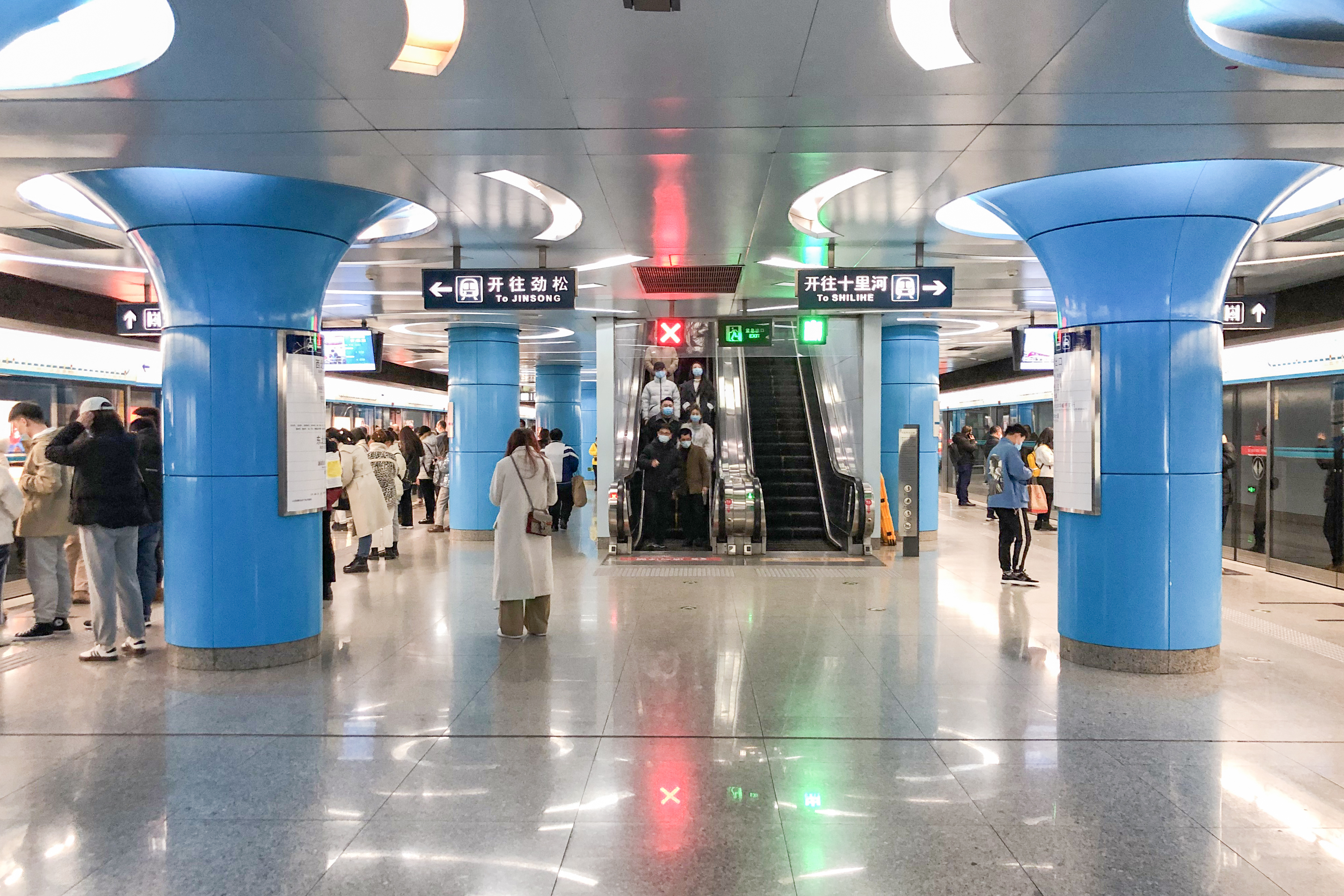
ホーム

島式ホーム1面2線を有する地下駅。

## 駅周辺
- 北京潘家園旧貨市場（中国語版）

## 歴史
- 2012年12月30日 - 開業。

## 隣の駅
北京地下鉄
■10号線
勁松駅 - 潘家園駅 - 十里河駅